# Primitivo Lázaro

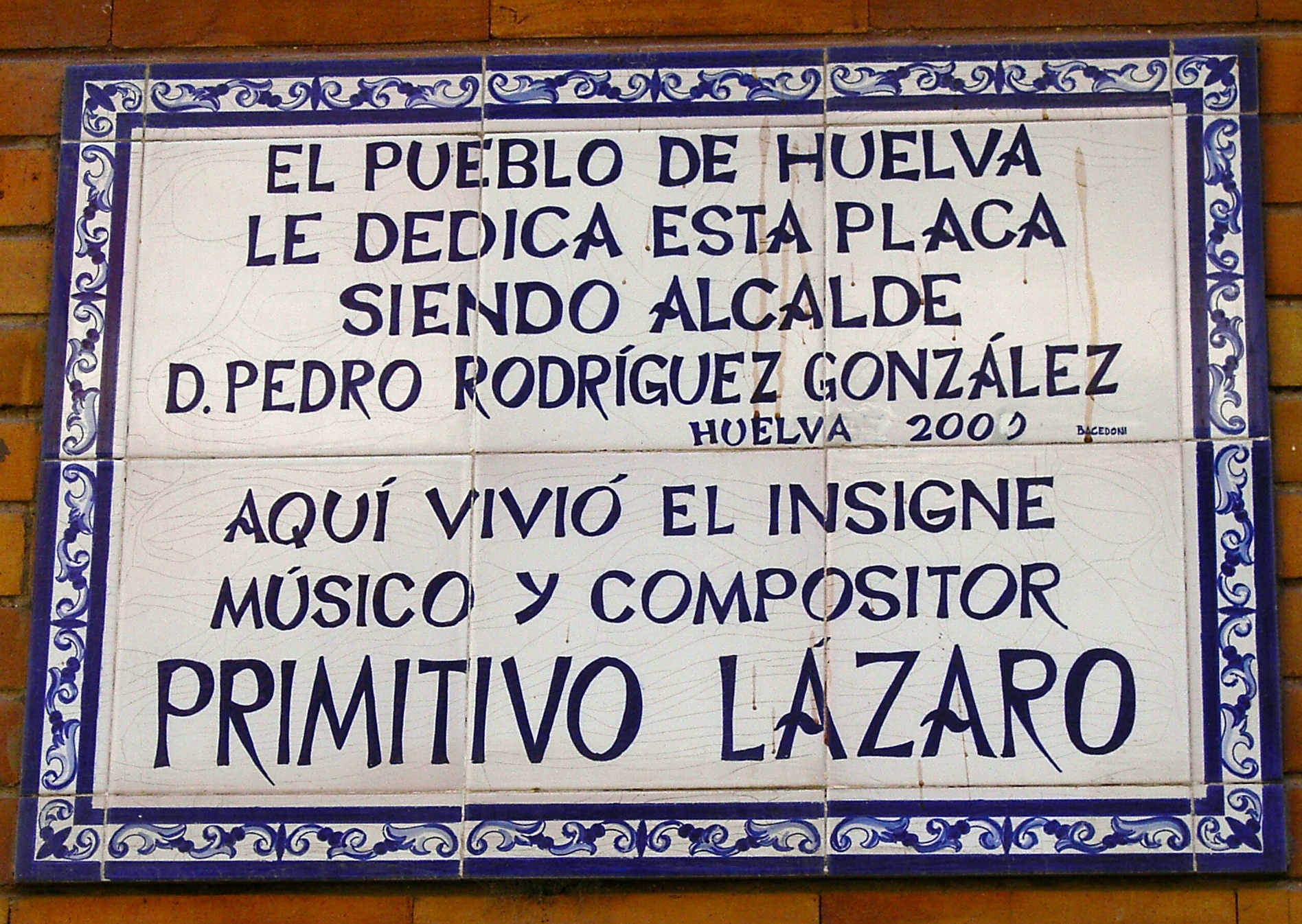
Placa homenaje en Huelva, en la casa que habitó en la ciudad.

Primitivo Lázaro Martínez (Fuentemolinos, Burgos, 2 de marzo de 1909 — Huelva, 10 de mayo de 1997) fue un compositor y pianista español. 
Ciego desde los tres años de edad, estudió solfeo y piano en el Real Conservatorio de Madrid. Desde 1936 a 1938 residió en la ciudad de Salamanca, donde formó su propia orquesta. En 1939 fue nombrado Delegado Provincial de la ONCE en Huelva, donde se casó con la también pianista y soprano Maruja Carrasco y donde residió prácticamente el resto de su vida.
Es autor de numerosas obras de temática reliogiosa. Además, Primitivo Lázaro estrenó en 2000 en Huelva de manera póstuma la zarzuela Cuando se ponga el sol, siendo la última zarzuela estrenada en España.
Las obras completas de Lázaro, interpretadas por todo el mundo, han sido grabadas por la pianista Sandrine Erdely-Sayo y distribuida por el sello independiente OnClassical.

## Obras más destacadas
- Rapsodia Onubense
- Gruta de las Maravillas, suite compuesta de 5 partes estrenada en 1986:

1. Canto Matinal
2. Burbujas en el agua
3. Danza sobre el gran lago
4. El pozo del camino
5. Danza del duendecillos
- Suite del V Centenario del Descubrimiento de América, estrenada en 1989

1. Idilio
2. Guajiras
3. La Rábida
4. Danza Argentina
5. La Romería de Palos
- Castilla
- Suite de los Homenajes
- Schumantina
- 13 canciones para canto y piano

1. Algazara dedicada a la Virgen del Rocío
2. Becqueriana en el Nº1 Besa el aura
3. 'Becqueriana en el sol, ¡Es el amor que pasa!
4. Canción de paz
5. Ha muerto el poeta
6. ¿Hoy vendrás?
7. La verdad nos hará libres
8. Lágrimas por Granada
9. Mundo amigo
10. Poeta y trovador
11. Sinfonía de rumores
12. Vergel de Huelva
13. Viejo navegante
- Himno a la Virgen de la Cinta
- Himnos María Estrella de la Evangelización (Himno de los Congresos Marianos)
- Himno a la Inmaculada
- El burrito organillero
- Paisaje Andaluz

1. Huelva primorosa
2. Feria de Sanlúcar
3. Velonero de Lucena
- Don Esdrújulo
- Mi gatita Sonia
- Quiero tu verde
- ¿Por qué no? Tal vez sí
- Marcha procesional a Nuestro Padre Jesús Nazareno
- Zortzico
- Tuna Burgalesa
- Burgos Universidad
- Sevillanas Colombinas
- Siempre te buscaré
- Amigos en el tiempo
- Solos en sueños
- Si tú estás conmigo
- Fronteras del corazón
- El gatito volador
- Alegría en Surf
- Solfear por Ascensión
- Ven ese día junto a mí
- La canción de Augusto
- No queda nada, nada
- Cuando se ponga el sol zarzuela en dos actos con libreto de Diego de Figueroa.

Coro Indio; Mónica, Don Luis, Coro y Soldados; Concertante; Romanza de Don Pedro; Dueto Cómico; Dúo; Coro Indio; Romanza de Mónica; Trío cómico "El Dorado"; Dúo de Don Luis y Fray Manuel; Don Luis; Dúo de Don Luis y Pedro; Concertante; Final